# 34235 Ellafeiner
34235 Ellafeiner è un asteroide della fascia principale. Scoperto nel 2000, presenta un'orbita caratterizzata da un semiasse maggiore pari a 2,3877344 au e da un'eccentricità di 0,1452391, inclinata di 2,91314° rispetto all'eclittica.